# Neslia
Neslia é um género botânico pertencente à família Brassicaceae.